# Три дні і два роки
«Три дні і два роки» — радянський телефільм 1981 року, знятий режисером Саїдбатиром Ахмедходжаєвим на студії «Узбектелефільм».

## Сюжет
Джансур за три дні йде служити в десантні війська. Ці дні стануть особливо насиченими. Герої замисляться над серйозними життєвими проблемами.

## У ролях
- Бехзод Хамраєв — головна роль
- Андрій Гриневич — Князєв
- Альміра Ісмаїлова — роль другого плану
- І. Немировська — роль другого плану

## Знімальна група
- Режисер — Саїдбатир Ахмедходжаєв
- Сценаристи — Андрій Бітов, Тимур Пулатов
- Оператор — Ріфкат Ібрагімов
- Композитор — Євген Ширяєв